# راوية أباظة
راوية أباظة (27 يونيو 1939) هي راوية ذكي أباظة، ممثلة مصرية، تخرجت في كلية الآداب، عملت بالرقابة والتلفزيون قبل أن تتجه للتمثيل بالمسرح.
إكتشفها حمادة عبد الوهاب ليقدمها في مسلسل «ملك اليانصيب».
عملت بعدها في التلفزيون وقدمت العديد من المسلسلات منها: «قبل الضياع» و«ليالي الحلمية» و«مشيت في طريق الأخطار» و«الزلازال وتوابعه» و«الدوغري».
اعتزلت الفن وعملت في أحد الفنادق، ثم عادت للعمل مرة أخرى، ثم عاودت الاعتزال لأسباب غير معروفه.